# Pitkäjärvi (Gällivare socken, Lappland, 752125-167912)
Pitkäjärvi är en sjö i Gällivare kommun i Lappland och ingår i Kalixälvens huvudavrinningsområde. Sjön har en area på 0,0468 kvadratkilometer och ligger 468 meter över havet. Pitkäjärvi ligger i Kaitum fjällurskog Natura 2000-område.

## Delavrinningsområde
Pitkäjärvi ingår i det delavrinningsområde (752340-168033) som SMHI kallar för Ovan VDRID = Rakkurijoki i Kalixälvens vattendrag*. Medelhöjden är 503 meter över havet och ytan är 23,49 kvadratkilometer. Räknas de 60 avrinningsområdena uppströms in blir den ackumulerade arean 1 495,22 kvadratkilometer. Kalixälven som avvattnar avrinningsområdet har biflödesordning 2, vilket innebär att vattnet flödar genom totalt 2 vattendrag innan det når havet efter 333 kilometer. Avrinningsområdet består mestadels av skog (55 procent) och sankmarker (35 procent). Avrinningsområdet har 1,33 kvadratkilometer vattenytor vilket ger det en sjöprocent på 5,7 procent.